# Euphyia venustatis
Euphyia venustatis là một loài bướm đêm trong họ Geometridae.